# Полимле

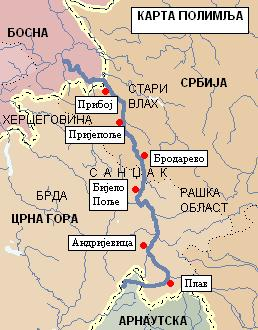
Река Лим и города на ней

Полимле (серб. Полимље / Polimlje) — географическая область на Балканах, расположенная в течении реки Лим. Разные части Полимля входят в состав разных областей, в том числе в состав Санджака и Стари-Влаха, а также и Рашкской области.

## География
В Полимле входят все общины Республики Сербской, Сербии и Черногории, по территории которых протекает река Лим. Полимле делится на Верхнее и Нижнее в направлении течения реки с севера на юг. Северное (Нижнее Полимле) включает в себя сербские общины, по территории которых течёт Лим. Также туда входит община Рудо Республики Сербской, в которой есть одноимённое местечко Полимле. Южное (Верхнее Полимле) включает в себя черногорские общины, по территории которых протекает река Лим. Крупнейшими городами в Полимле являются Прибой, Приеполе, Бродарево, Биело-Поле, Беране, Андриевица и Плав.
Полимле включает в себя также западные, южные и юго-восточные части Новопазарского Санджака (простирается с северо-запада на юго-восток в сторону Санджака, который простирается с востока на запад). Нижнее Полимле охватывает южные районы Стари-Влаха. Граничит на северо со Златибором по реке Увац, с Рашкской областью на востоке (граница — Сьеница), на юге с черногорскими горами, на юго-западе со Старой Герцеговиной (Плевля), на западе с общиной Рудо, Нижним Полимлем и с Подриньем.

## История
Полимле играло большую роль в истории Сербии и сербов. Там находится достаточно много средневековых памятников культуры: церквей и монастырей (в том числе и известный Монастырь Милешева). В долине Лима проходит множество важных автомобильных и железных дорог (в том числе железная дорога Белград — Бар), поэтому Полимле имеет большое транспортное значение. В регионе развиты промышленность и сельское хозяйство, процветает сельский туризм (выращивается известный пештерский сыр).
В Полимле проживают сербы, черногорцы, боснийцы и албанцы (на самом юге).